# Campionato oceaniano maschile di pallacanestro 1993
Il 12º campionato oceaniano maschile di pallacanestro FIBA (noto anche come FIBA Oceania Championship 1993) si è svolto dal 7 giugno al 22 giugno 1993 in Nuova Zelanda.
I campionati oceaniani maschili di pallacanestro sono una manifestazione biennale tra le squadre nazionali del continente, organizzata dalla FIBA Oceania. Per la prima volta partecipò la nazionale delle Samoa.

## Squadre partecipanti
- Australia
- Nuova Zelanda
- Samoa

## Turno preliminare
7 giugno
| Nuova Zelanda | 92–59 | Samoa |

8 giugno
| Australia | 94–65 | Nuova Zelanda |

9 giugno
| Australia | 103–72 | Samoa |

## Finale
10 giugno
| Australia | 86–78 | Nuova Zelanda |

## Campione
Australia
(11º titolo)